# Château de Vincigliata
Le château de Vincigliata (en italien : Castello di Vincigliata), est un château de style médiéval situé à Vincigliata dans la commune de Fiesole (ville métropolitaine de Florence) en Toscane,.

## Historique
Ces origines remontent à 1031, lorsqu'il appartenait à la famille Visdomini (it), une famille importante de la Florence médiévale qui bénéficiait de privilèges spéciaux de la part des évêques florentins. Un fils de la famille Jean Gualbert, moine bénédictin, fut canonisé en 1193 par le pape Célestin III. La propriété passa ensuite à la famille Usimbardi (qui introduisit la production de verre à Florence) suivie par les Ceffini de Figline Valdarno.
Il fut ensuite vendu à la famille bancaire Buonaccorsi. Lors du krach général des banques florentines en 1345 (créances irrécouvrables du roi Édouard III d'Angleterre pour ses campagnes de la bataille de Crécy et de la bataille de Poitiers, il fut acheté par Niccolo, fils d'Ugo degli Albizi, une riche famille marchande. Une branche de cette famille, pour des raisons d'opportunité politique rebaptisée Alessandri, occupa le château pendant environ trois cents ans.
Après la chute de la république de Florence, la famille Alessandri gardait toujours son palais dans la ville, mais le château fut laissé à l'abandon. Les ruines et les terres furent vendues en 1827 à Lorenzo di Bartolommeo Galli da Rovezzano. Il devint une source d'intérêt pour les écrivains et les artistes de l'époque romantique, comme en témoigne un croquis d'Emilio Burci daté 1836.

## Restauration
En 1850, John Temple Leader (en), un très riche Anglais, tomba amoureux de ces ruines et les acheta, entamant des travaux de rénovation qui, sur dix ans (de 1855 à 1865), créèrent un nouveau château de style néogothique. L'intervention ne s'est pas limitée à la seule restauration du bâtiment mais a également concerné le terrain environnant, en reboisant les pentes de la colline avec un sous-bois riche et des plantes capables de s'adapter au terrain rocheux. Un type de plantation de cyprès de broussailles a été introduit, entrecoupé de pin et de chêne vert, et intégré à la végétation de futaie préexistante, donnant naissance à une forêt mixte inhabituelle. Le propriétaire a été soutenu dans cette opération « architecture environnementale » par l'architecte Giuseppe Fancelli, également actif dans la villa di Maiano (en), et par l'hydraulogue Alessandro Papini.
Dans la seconde moitié du XIXe siècle, Temple Leader acheta l'ancienne carrière de Colonne, ainsi appelée parce que ses pierres avaient été utilisées pour construire les colonnes de la Chapelle des Princes. Ce faisant, il a sauvé les carrières abandonnées de la spéculation. Il a recréé le charme du seigneur médiéval et du mécène cultivé de la Renaissance, allant par exemple jusqu'à faire frapper sa propre médaille avec l'inscription « Johannes Temple Leader Vincigliatae Dominus ». Il fit également de sa villa le lieu d'accueil des têtes couronnées de l'époque. Un article d'un numéro de The Illustrated London News en première page rapporte la visite de la reine Victoria d'Angleterre au château de Vincigliata, comme le rappelle également la plaque placée sur le Kaffeehause, répandant la renommée du lieu dans le monde entier. De nombreuses autres plaques, véritables almanachs de pierre, rappellent autant d'invités illustres.
Temple Leader mourut à Florence en 1903, laissant toutes ses propriétés, y compris le château de Vincigliata, à Lord Westbury. 

### Seconde Guerre mondiale
Pendant la Seconde Guerre mondiale, le château fut utilisé comme camp de prisonniers de guerre (PG 12 Vincigliata). Les six généraux britanniques capturés par l'Axe les 7 et 8 avril 1941 près de Derna y furent faits prisonniers durant la Campagne d'Afrique du Nord : des patrouilles de tireurs d'élite italiens et allemands firent prisonnier Vaugham, Michael Gambier-Parry, John Frederick Boyce Combe, Philip Neame (en) et Richard O'Connor ; à ceux-ci s'ajoute Adrian Carton de Wiart, fait prisonnier après que son avion a été contraint d'amerrir et qu'il a atteint les côtes libyennes à la nage.
Aujourd'hui, le château abrite un centre de conférences et des services.

## Description

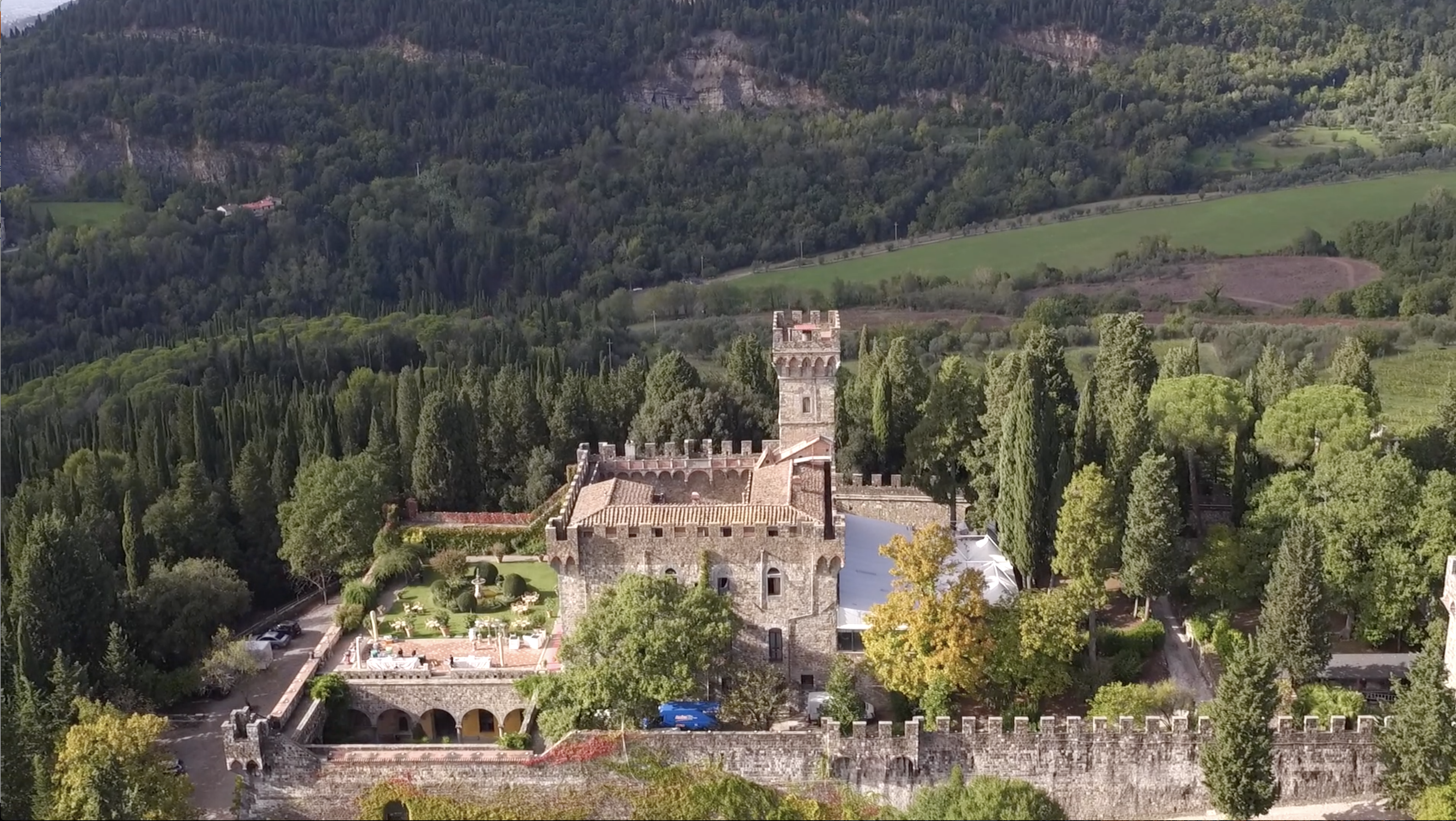

L'ensemble s'étend sur un périmètre trapézoïdal de près de 400 m, entouré d'une muraille d'enceinte et comprend un donjon, une tour de guet, une cour, une loggia et un cloître, le tout unifié par les caractéristiques de l'architecture militaire médiévale.

### Château

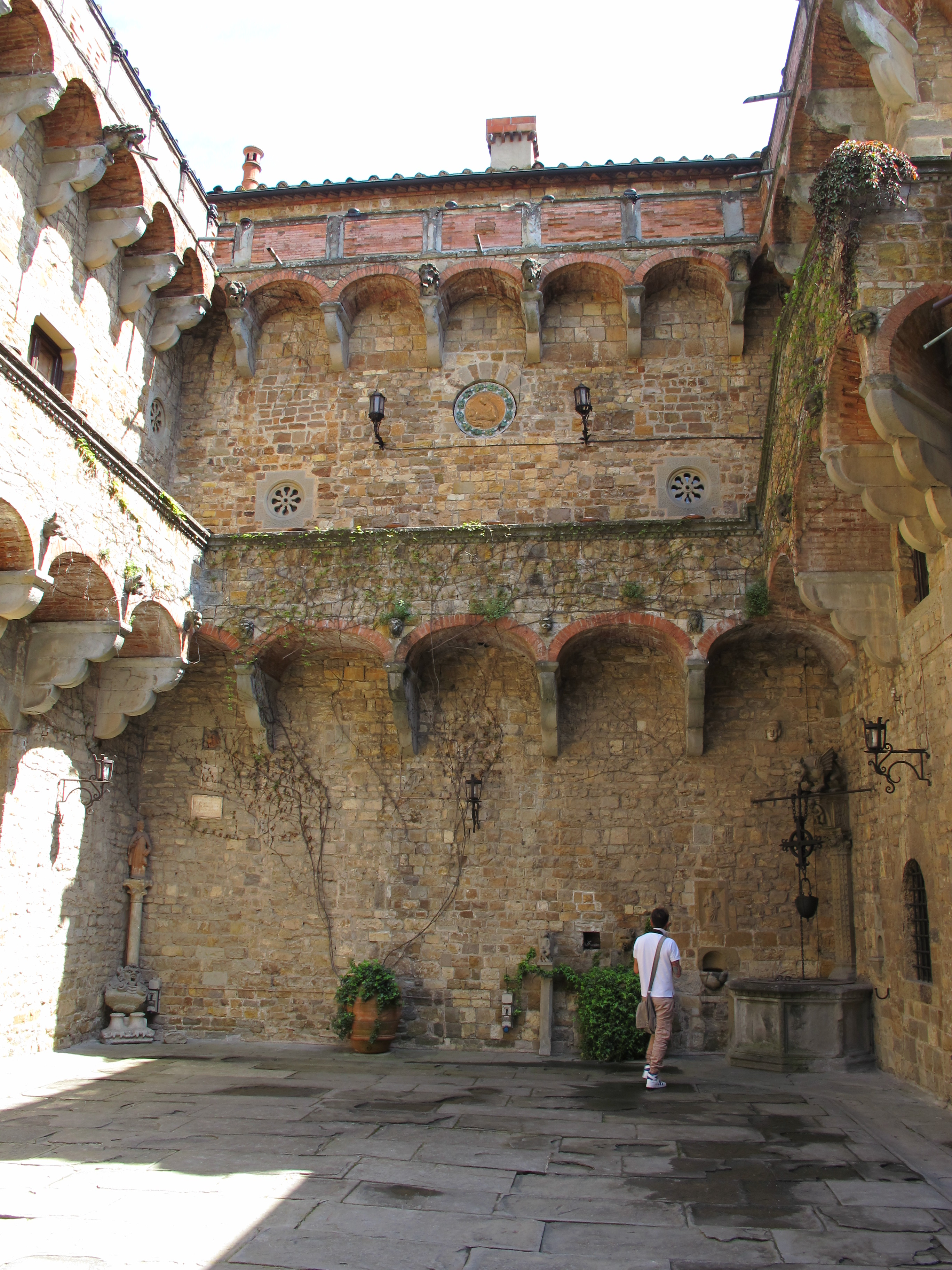
La cour intérieure.

Le palais actuel a été construit sur les vestiges de la forteresse, en incorporant autant de parties originales que possible et en reprenant sa forme. Pour décorer l'intérieur, on a fait appel à Gaetano Bianchi, inspiré par les légendes chrétiennes imitant l'art médiéval. Un cycle original de fresques a également été détaché d'une chapelle du Complesso di San Martino alla Scala (it), avec les Histoires de Bernardo degli Uberti. Les œuvres sculpturales ont été créées par les sculpteurs locaux Giustini et Marucelli.

### Parc

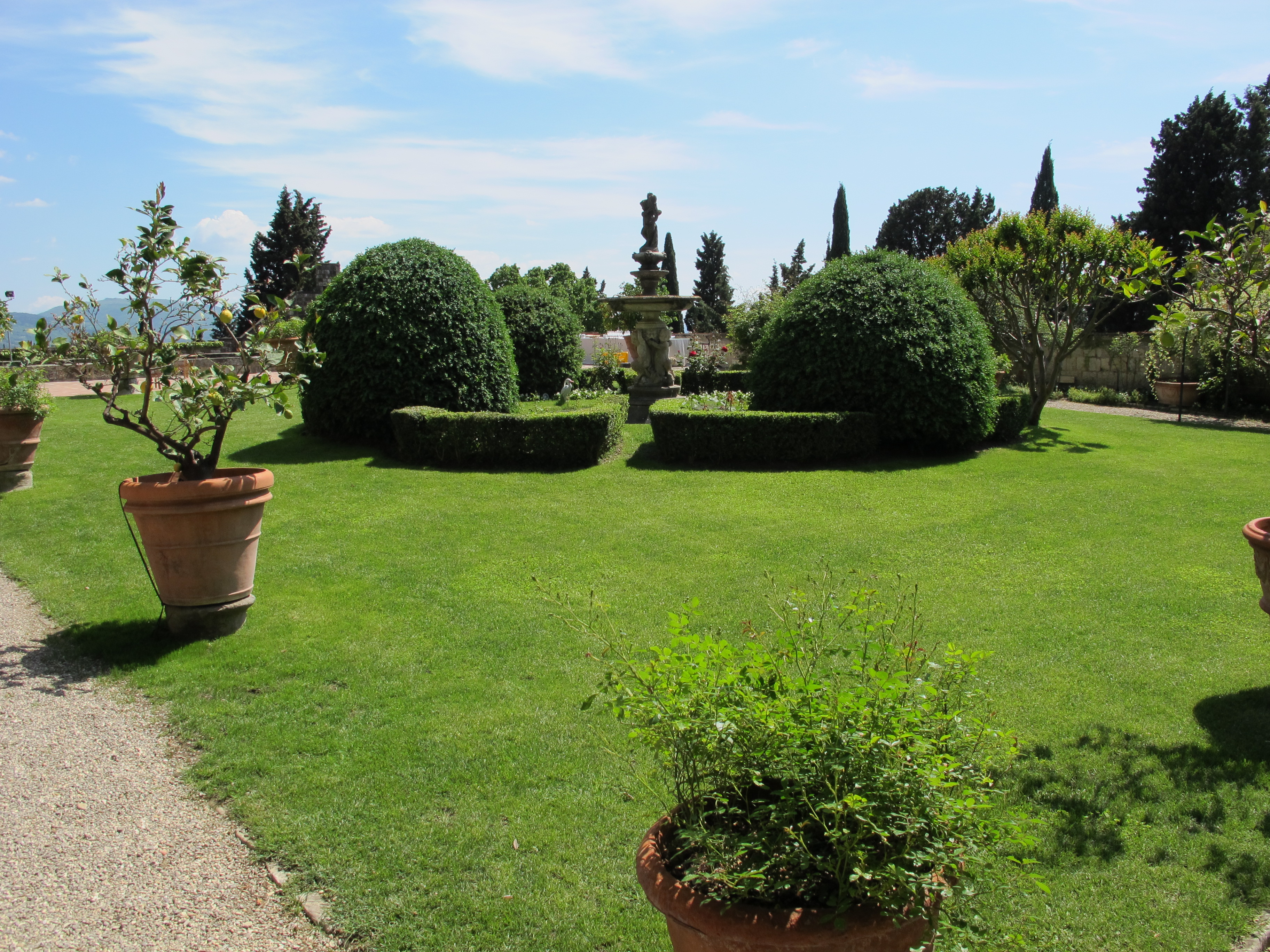
Une terrasse dans les jardins.

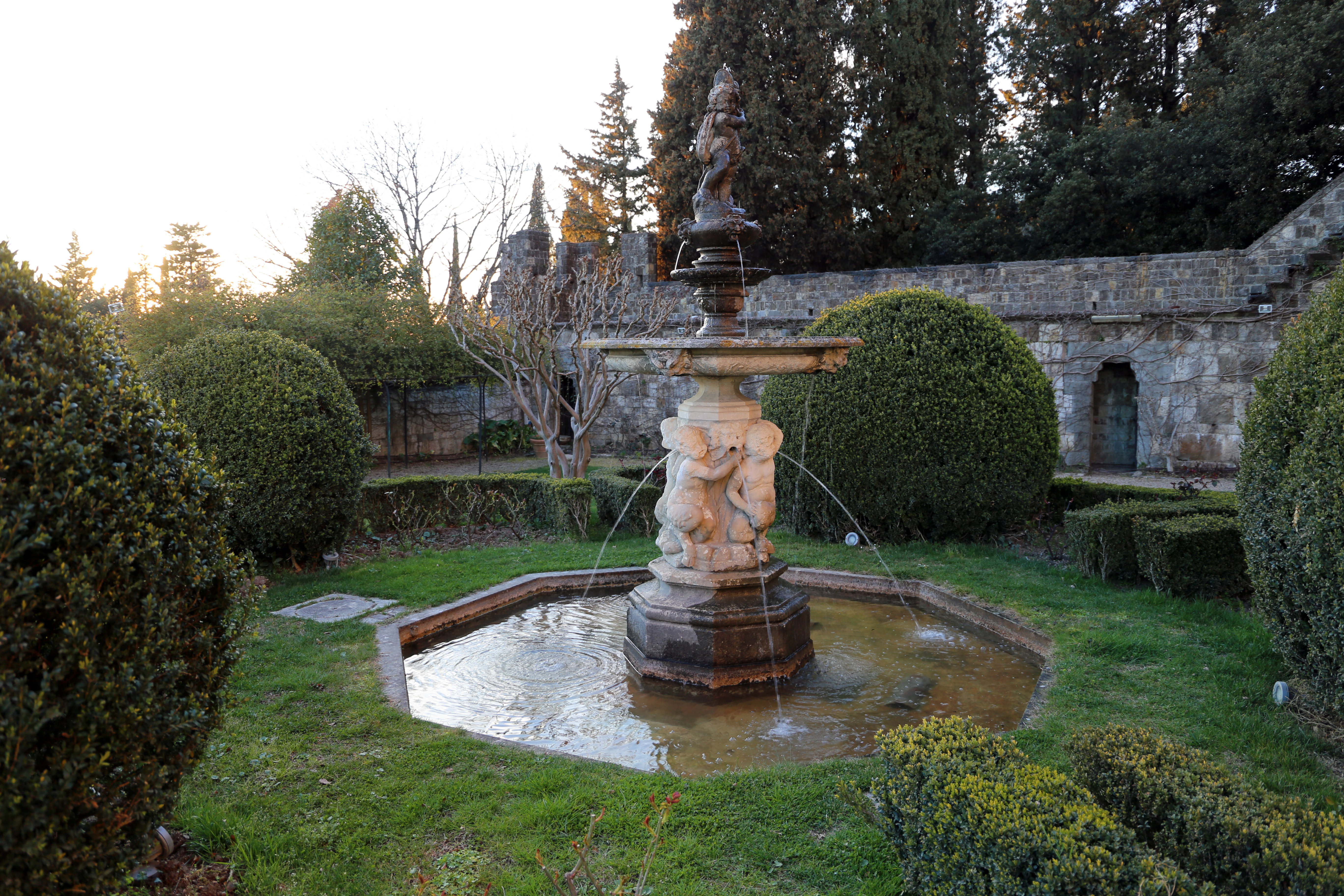
La fontaine.

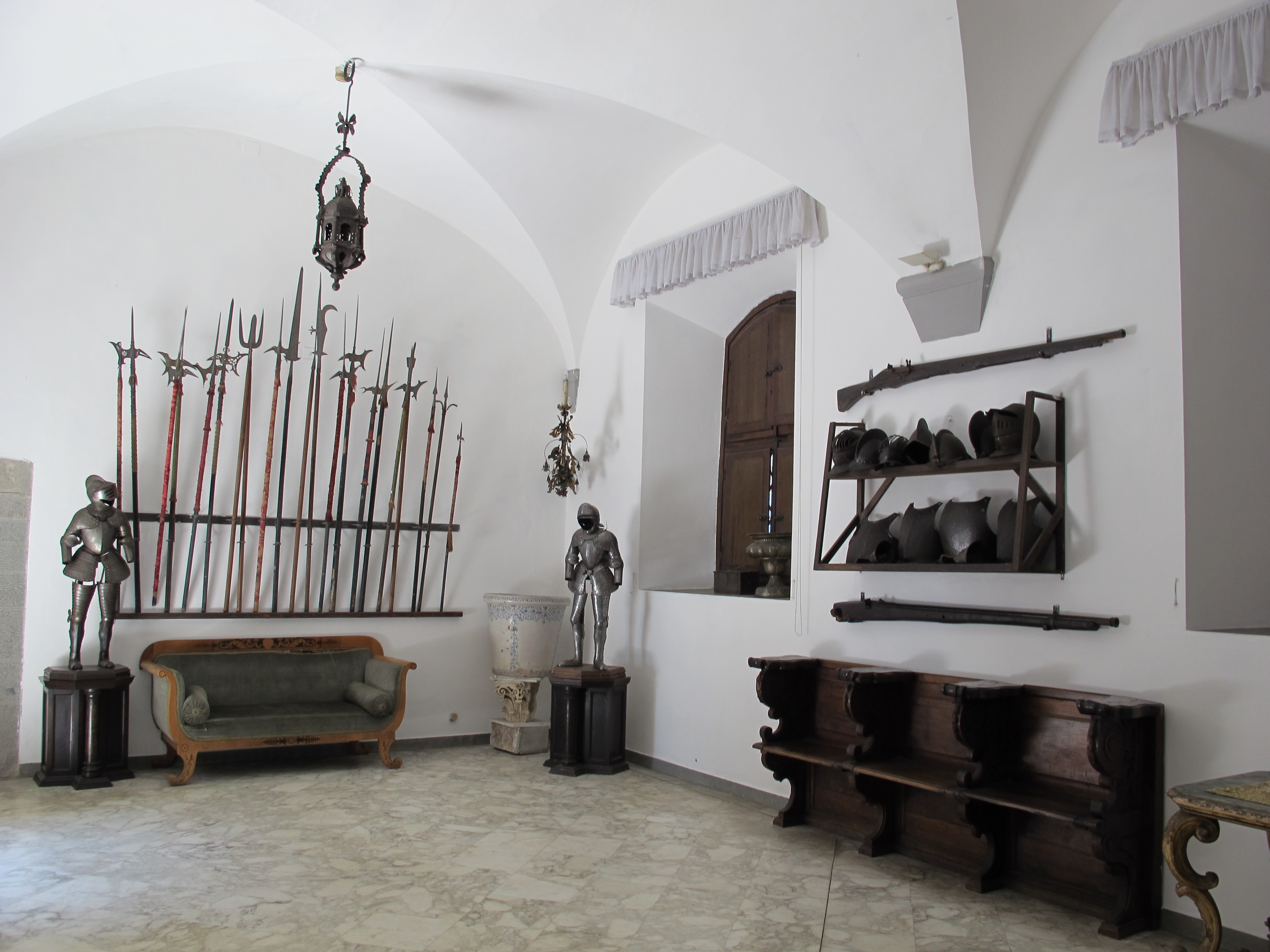
La salle d'armes.

Le bassin naturel de la Cava delle Colonne, transformé en piscine grâce à l'introduction des eaux du torrent Mensola, constitue la beauté la plus significative du vaste parc romantique. Les rives du lac sont constituées d'un côté de rochers qui font saillie en formant des grottes suggestives, de l'autre elles sont délimitées par des remblais en maçonnerie. Tout autour la végétation penche vers la surface de l'étang, dans laquelle des plantes aquatiques, comme les nénuphars, les iris, les papyrus et les roseaux, donnent de la couleur au bassin.
Tous les objets du parc ont été créés avant 1883, à l'exception de la tour de style gothique (1885-1886). La tour, couronnée par une galerie en saillie à créneaux guelfes, ressemble beaucoup à celles qui gardaient les murs du château. Le vestiaire des dames, en bois, sur pilotis, dans le style du chalet suisse, est le seul bâtiment qui n'a pas survécu. Un pont, appelé Maria Luisa, relie les deux rives du ruisseau, au-delà duquel se dresse le Kaffeehause avec son élégante loggia. Ce bâtiment servait à l'origine de remise à outils pour les tailleurs de pierre des carrières adjacentes.
Autour du lac de la Colonne, le jardin se divise en allées sinueuses qui traversent la forêt dense, rencontrant des petits ponts, des murs, des statues de monstres mythologiques et une grotte de nymphée, éléments typiques du jardin romantique.